# Женецький Степан Іванович
Женецький Степан (псевдонім — Степан Вусатий; 28 грудня 1913, Великі Мости, Сокальський район, Львівська область — 8 червня 2008, Йонкерс) — український письменник, журналіст, публіцист, громадський діяч.

## Біографія
Народився у Мостах Великих Жовківського повіту (Галичина). Писати вірші почав ще у народній школі.
Працював у львівській газеті «Нове село». Друкувався у львівських часописах як Федин Борозенко.
1939 — був мобілізований до польської армії, брав участь у німецько-польській війні, потрапив у полон. Залишився в Німеччині, працював в українських газетах «Вісник», «Голос» (Берлін), друкувався у журналі «Пробоєм» (Прага).
У повоєнний час працював у редакції газети «Християнський голос» (Мюнхені).
1952 — переїхав до США, оселився у м. Йонкерс, редагував «Лемківські вісті», потім — «Голос Лемківщини» (1972—1997, Йонкерс).
Член Спілки українських журналістів Америки.
Член Національної спілки письменників України (з 2002).

## Літературний доробок
Автор збірки гуморесок «Еміграція в поході [Архівовано 18 серпня 2016 у Wayback Machine.]» (1958), оповідань «Гори мстяться» (1961).

## Літературні твори
- Гори мстяться. Оповідання / Передмова В.Давиденка. — К.: Смолоскип, 1999. — 104 с.

## Публіцистика, репортажі
- Проти втечі молоді з села. (Лист з села) // Діло, 19.08.1938 [Архівовано 5 березня 2016 у Wayback Machine.]
- Празник у Лопінці. (Репортаж з Лемківщини) // Діло, ч. 188, 27.08.1938 [Архівовано 11 вересня 2013 у Wayback Machine.]
- Чи направду шириться комунізм по наших селах? (Лист з села) // Діло, ч. 190, 30.08.1938 [Архівовано 31 грудня 2020 у Wayback Machine.]